# Søren Laulund
Søren Laulund er en dansk politibetjent og politiker valgt til byrådet i Varde Kommune for Socialdemokratiet. Ved Kommunalvalget i Varde Kommune 2021 blev han den politiker, der fik flest personlige stemmer i kommunen med 1.369 og han blev efterfølgende udpeget som 1. Viceborgmester i kommunen.